# Thorolf Holmboe
Thorolf Holmboe (Vefsn, 10 mei 1866 - Oslo, 8 maart 1935) was een Noors schilder en illustrator.

## Leven en werk
Holmboe was de oudste zoon van Othar Ervigius Holmboe en zijn vrouw Sofie Birgitte Andrea Hall. Zijn vader was kunsthandelaar en betrokken bij de oprichting van de Tromsø Galerie in Tromsø in 1877. 

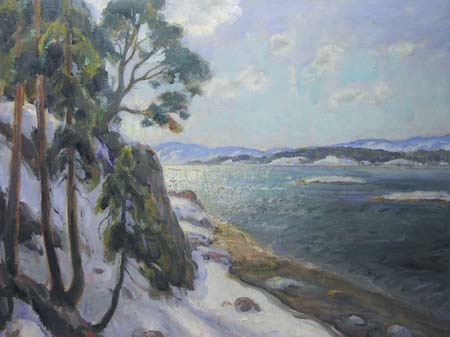
Frognerkilen

Holmboe bezocht de kunstacademie in Oslo, maar brak zijn opleiding in 1886 af en vertrok naar Berlijn waar hij les kreeg van Hans Gude. Van 1889 tot 1891 was hij in de leer bij Fernand Cormon in Parijs. In Holmoes werk is door de loop der jaren de inspiratie van verscheidene stijlen herkenbaar, van naturalisme tot impressionisme. De Nationale Galerie in Oslo herbergt dertien van zijn schilderijen. 
Holmboe werd in 1900 benoemd tot Ridder der Eerste Klasse in de Orde van Sint-Olaf en kreeg in 1912 de Petter Dass-medaille toegekend.
- Bibsys: 2076644
- Bibliothèque nationale de France: cb15113949s (data)
- Gemeinsame Normdatei: 117528862
- International Standard Name Identifier: 0000 0000 7045 2951
- KulturNav: 2d0d81bc-d526-4884-84f0-69a75ed7c637
- Library of Congress Control Number: n2021037949
- RKD-Nederlands Instituut voor Kunstgeschiedenis: 39234
- Système universitaire de documentation: 253192129
- Union List of Artist Names: 500071655
- Virtual International Authority File: 96182588